# Lawrence (Australia)
Lawrence – miasto w Australii, w stanie Nowa Południowa Walia.